# Cmentarz Św. Józefa w Skierniewicach
Cmentarz Św. Józefa w Skierniewicach – cmentarz komunalny powstały w XIX wieku w południowo-zachodniej części Skierniewic przy ul. Jana Kozietulskiego.
Cmentarz jest czynny i do dziś odbywają się pochówki zmarłych. Cmentarz posiada 25 kwater (sektorów), ma cztery wejścia, a główne znajduje się przy ul. Kozietulskiego. Na cmentarzu znajduje się wspólna wydzielona kwatera wojenna żołnierzy Wojska Polskiego poległych we wrześniu 1939 r., żołnierzy Armii Krajowej poległych podczas powstania warszawskiego oraz cywilnych ofiar terroru hitlerowskiego z okresu okupacji.

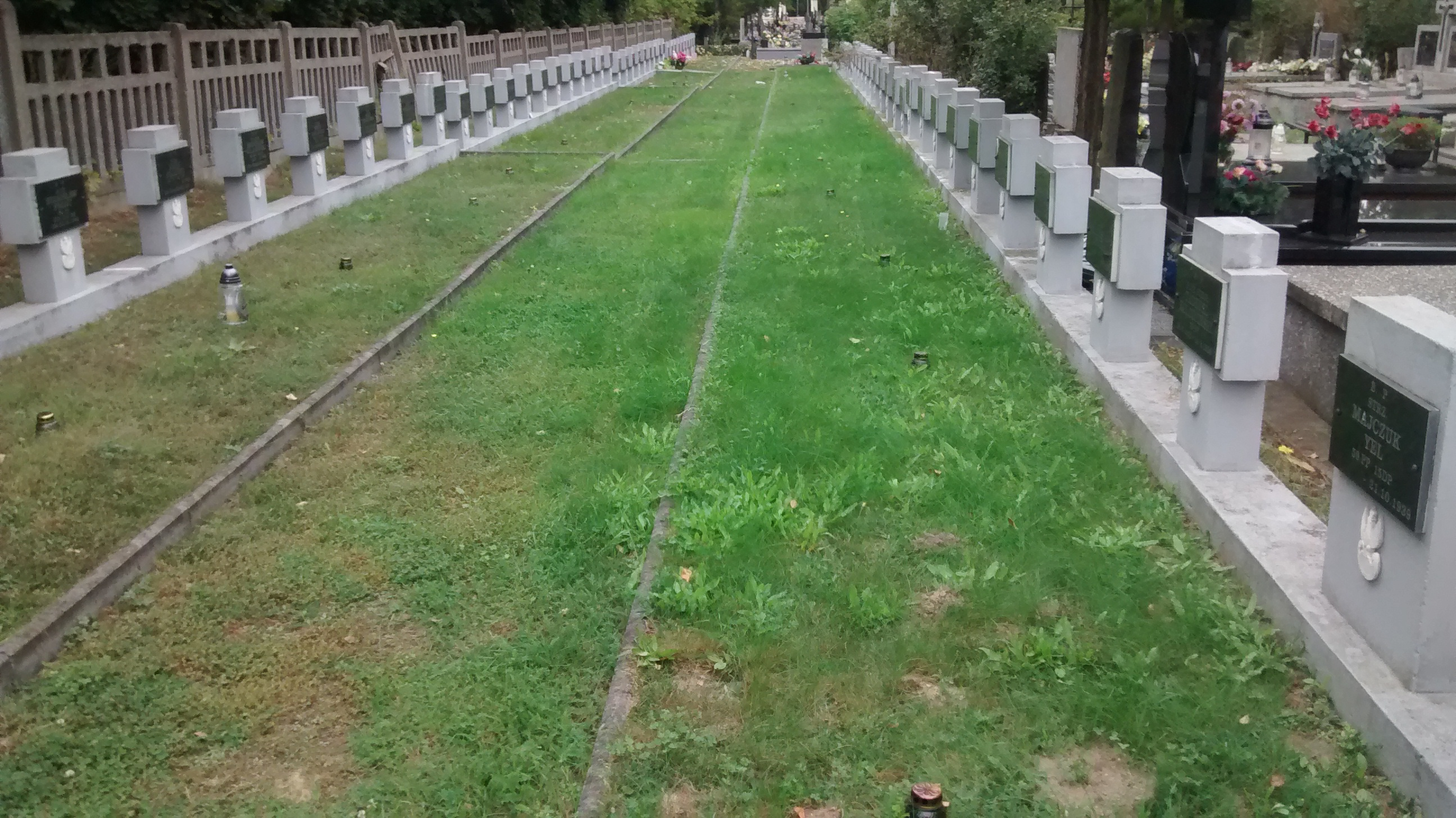
Aleja grobów żołnierzy wojennych
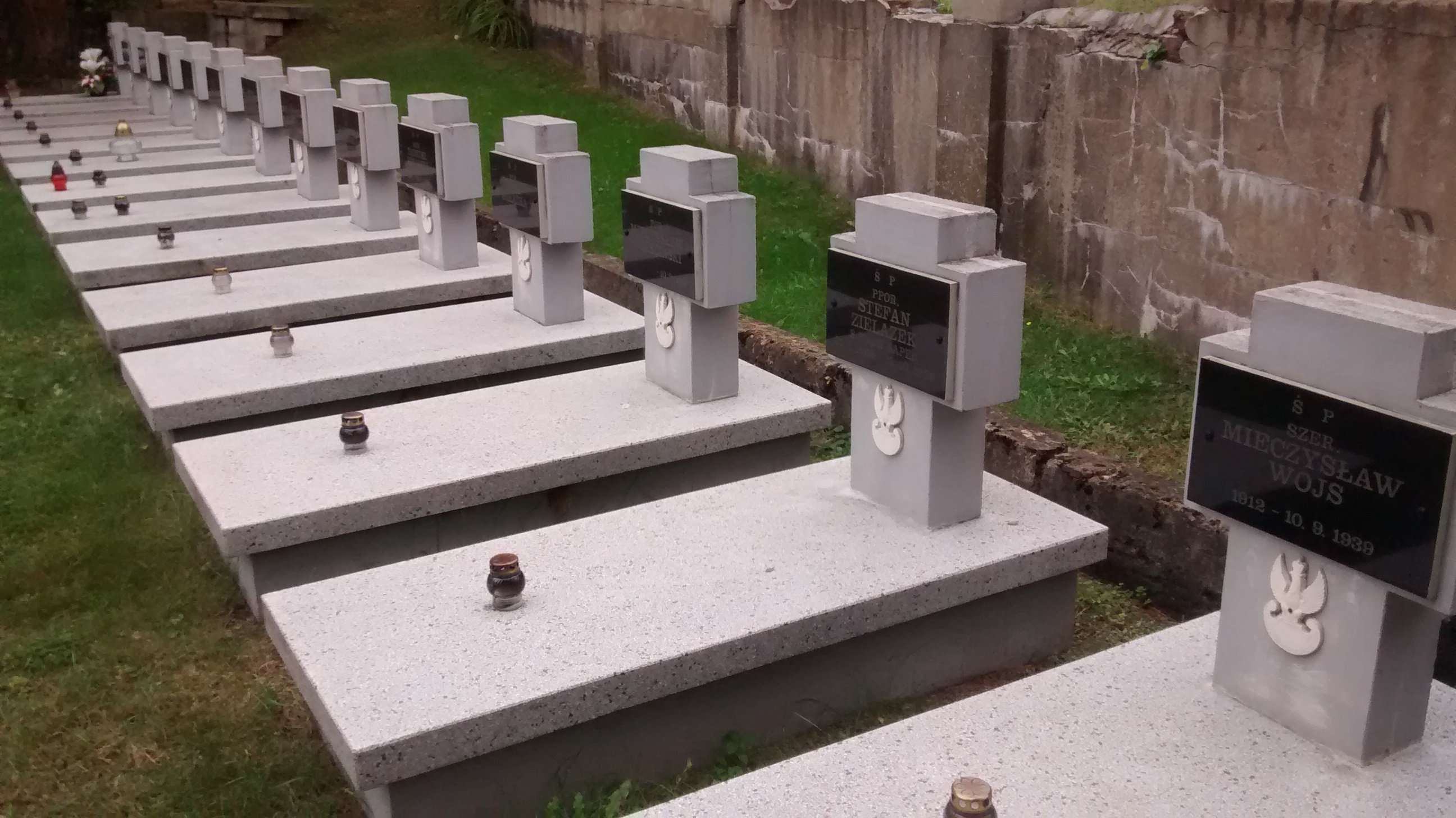
Groby Oficerów Wojska Polskiego
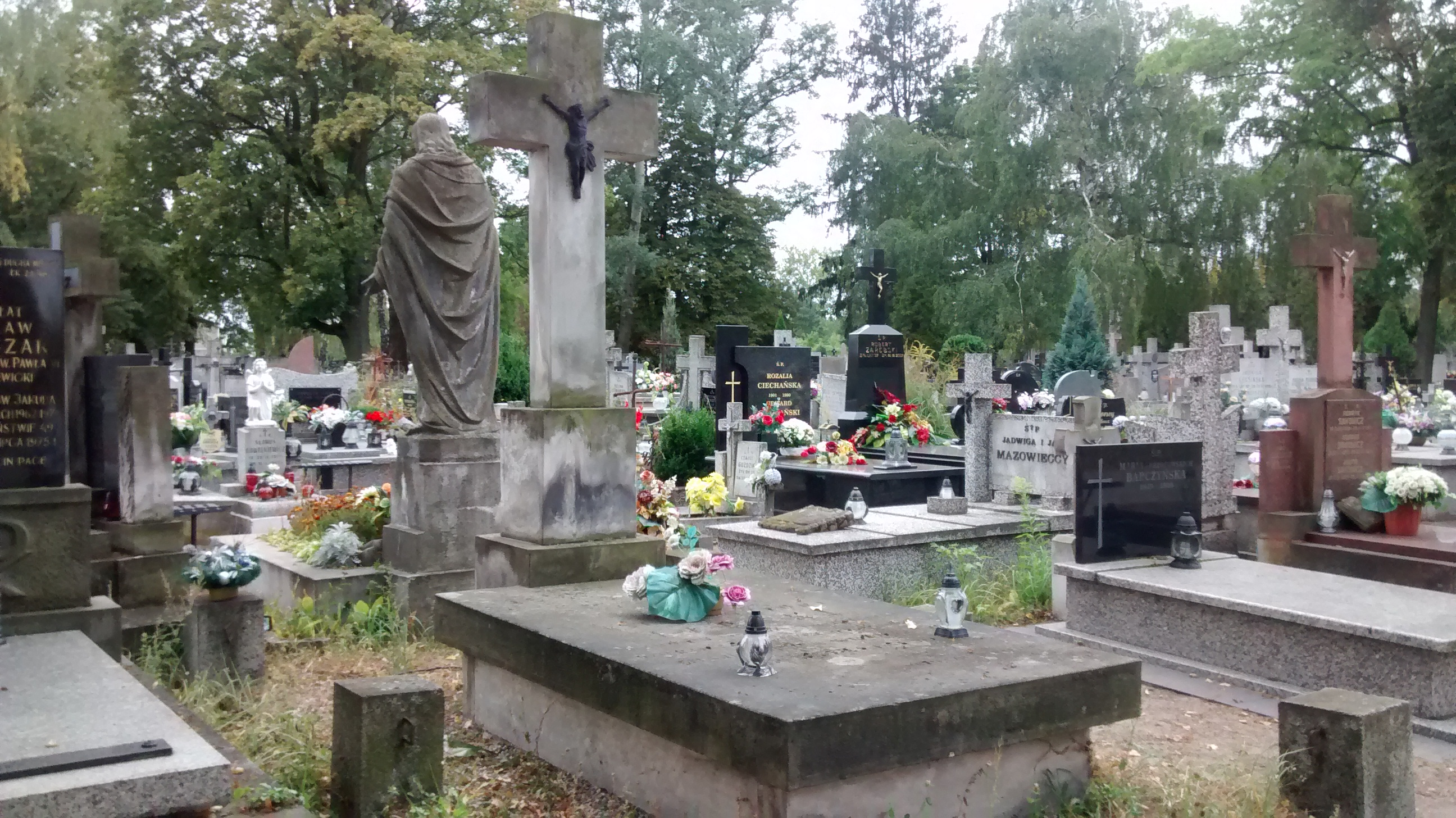
Groby na cmentarzu Św. Józefa
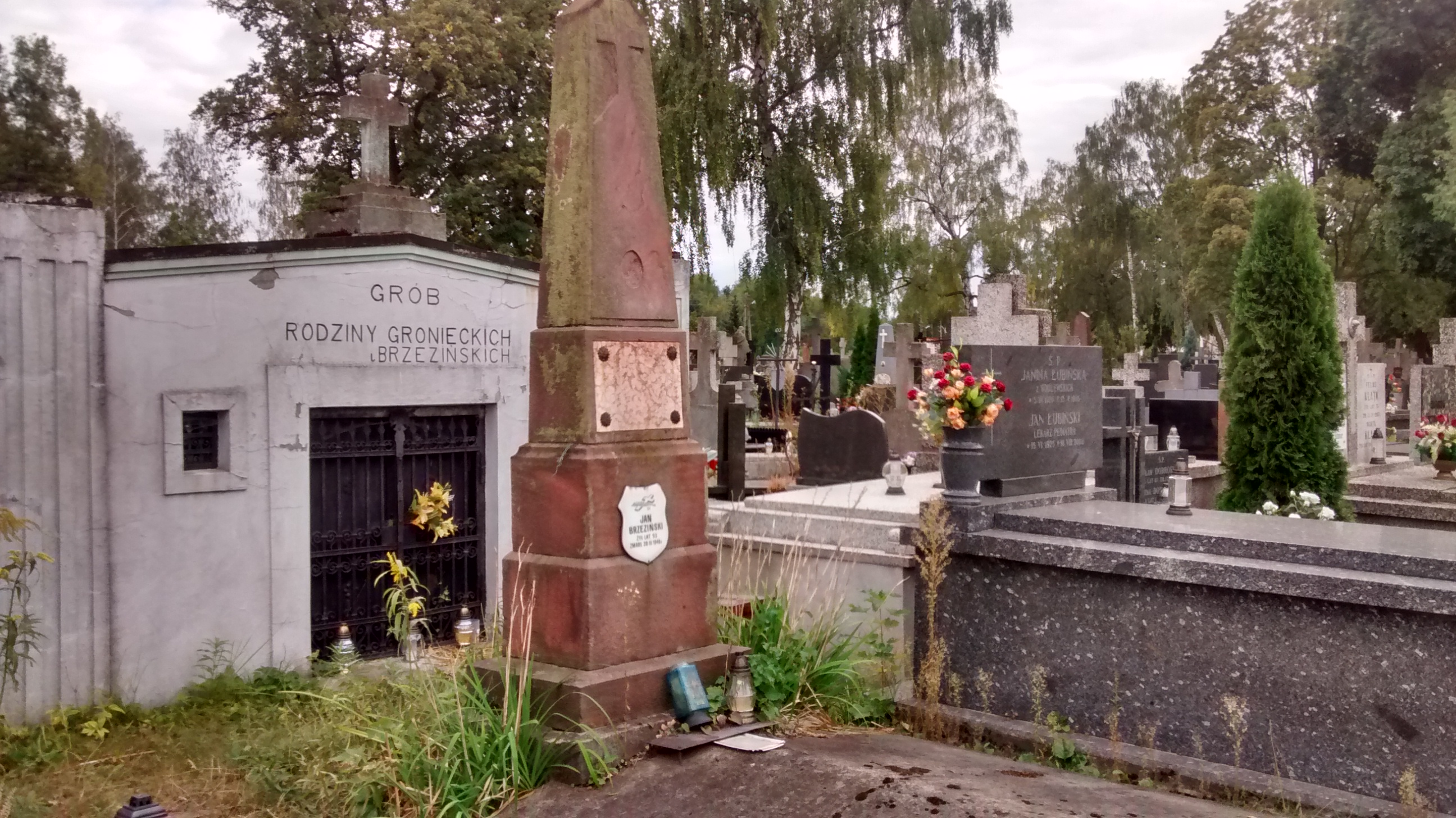
Groby na Cmentarzu Św. Józefa
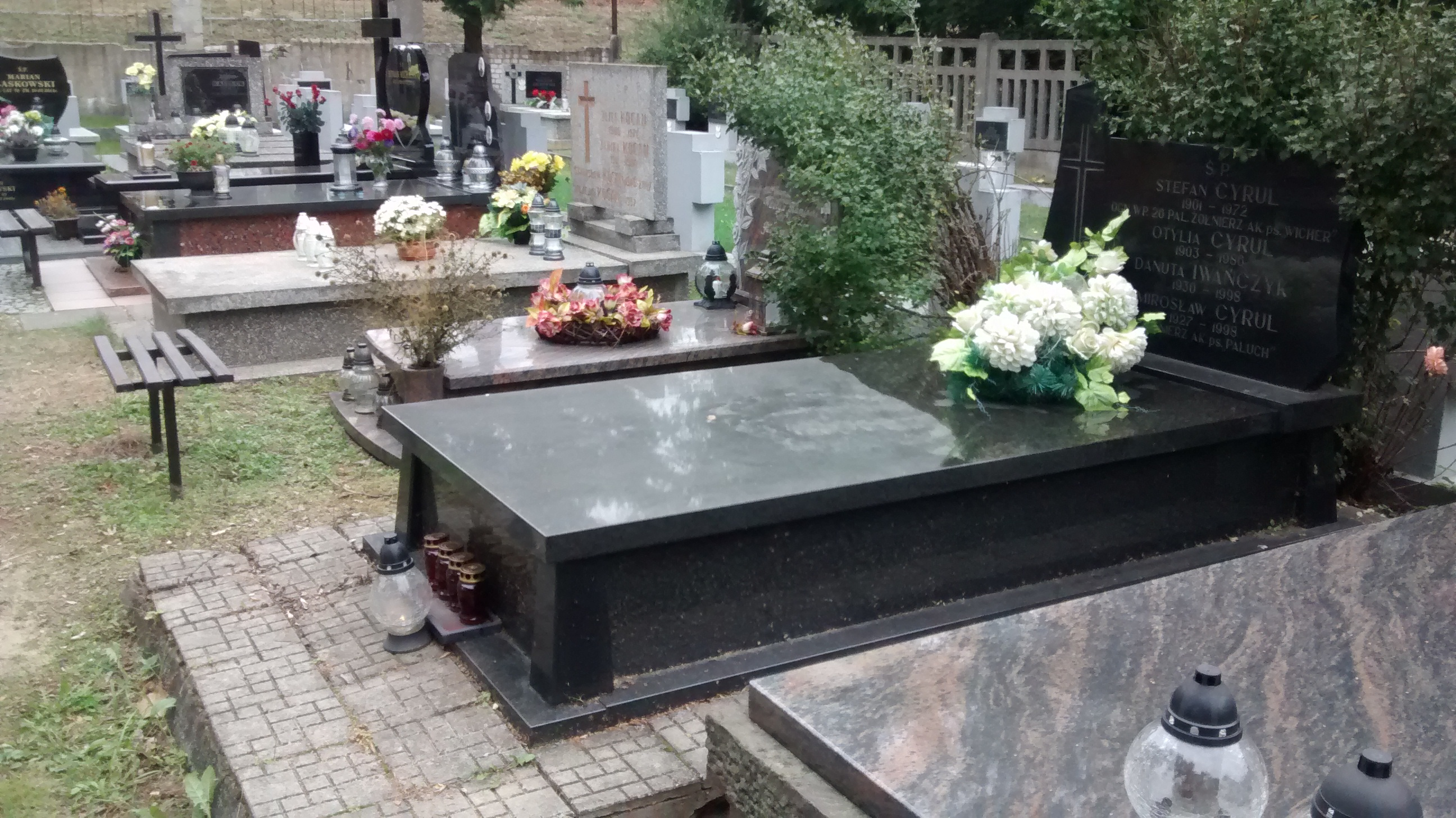
Cmentarz Św. Józefa